# Zoppas-Zeus-Ruch’Or

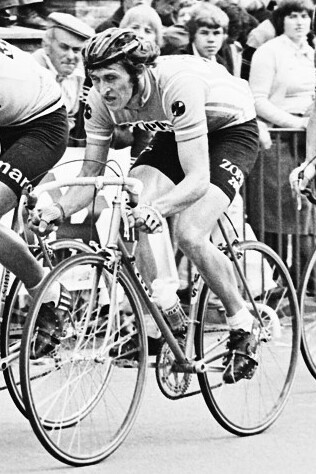
Jos Gijsemans beim GP Raf Jonckheere 1978

Zoppas-Zeus-Ruch’Or, Zoppas-Splendor-Sinalco, Zoppas-Fragel oder Splendor-Struvay war ein belgisches Radsportteam, das von 1975 bis 1978 bestand.

## Geschichte
Das Team wurde 1975 ursprünglich unter der Leitung von Paul Balbeur und Alfredo Lami als Splendor-Fitec-Presutti Notari gegründet. Ab März 1975 wurde das Team, aus unbekannten Gründen, in zwei Teams aufgeteilt. Während das Team Presutti Notari nur 1975 existierte, bestand das Team Splendor–Struvay bis 1978 weiter. 1975 wurde neben dem Sieg nur dritte Plätze beim De Kustpijl und Grote Prijs Raf Jonckheere erzielt. 1976 erzielte das Team einen dritten Platz bei GP Stad Zottegem, sechste Plätze beim Scheldeprijs und Kuurne–Brüssel–Kuurne sowie einen siebten Platz bei der Flandern-Rundfahrt. Bei der Vuelta a España 1976 wurde der 48. Gesamtplatz belegt. 1978 wurden neben den Siegen noch zweite Plätze bei der Ronde van Limburg und beim Grote Prijs Stad Vilvoorde erreicht. Nach der Saison 1978 wurde das Team aufgelöst.

## Erfolge -Straße
1975
- Nationale Sluitingsprijs

1976
- Omloop van Midden-Vlaanderen

1978
- Berner Rundfahrt
- Grote 1-MeiPrijs
- Heist-op-den-Berg
- Memorial Thijssen

## Erfolge – Bahn
1975
- Belgischer Meister – Sprint

1976
- Belgische Meisterschaften – Sprint

1977
- Dänischer Meister – Einerverfolgung
- Belgische Meisterschaften – Sprint
- Dänische Meisterschaften – Sprint

1978
- Dänische Meisterschaften – Einerverfolgung

## Bekannte ehemalige Fahrer
- Eric Leman (1976)
- Willy Scheers (1976)
- Edouard Verstraeten (1978)
- Tino Tabak (1978)